# Cayo Servilio Ahala (magister equitum 439 a. C.)

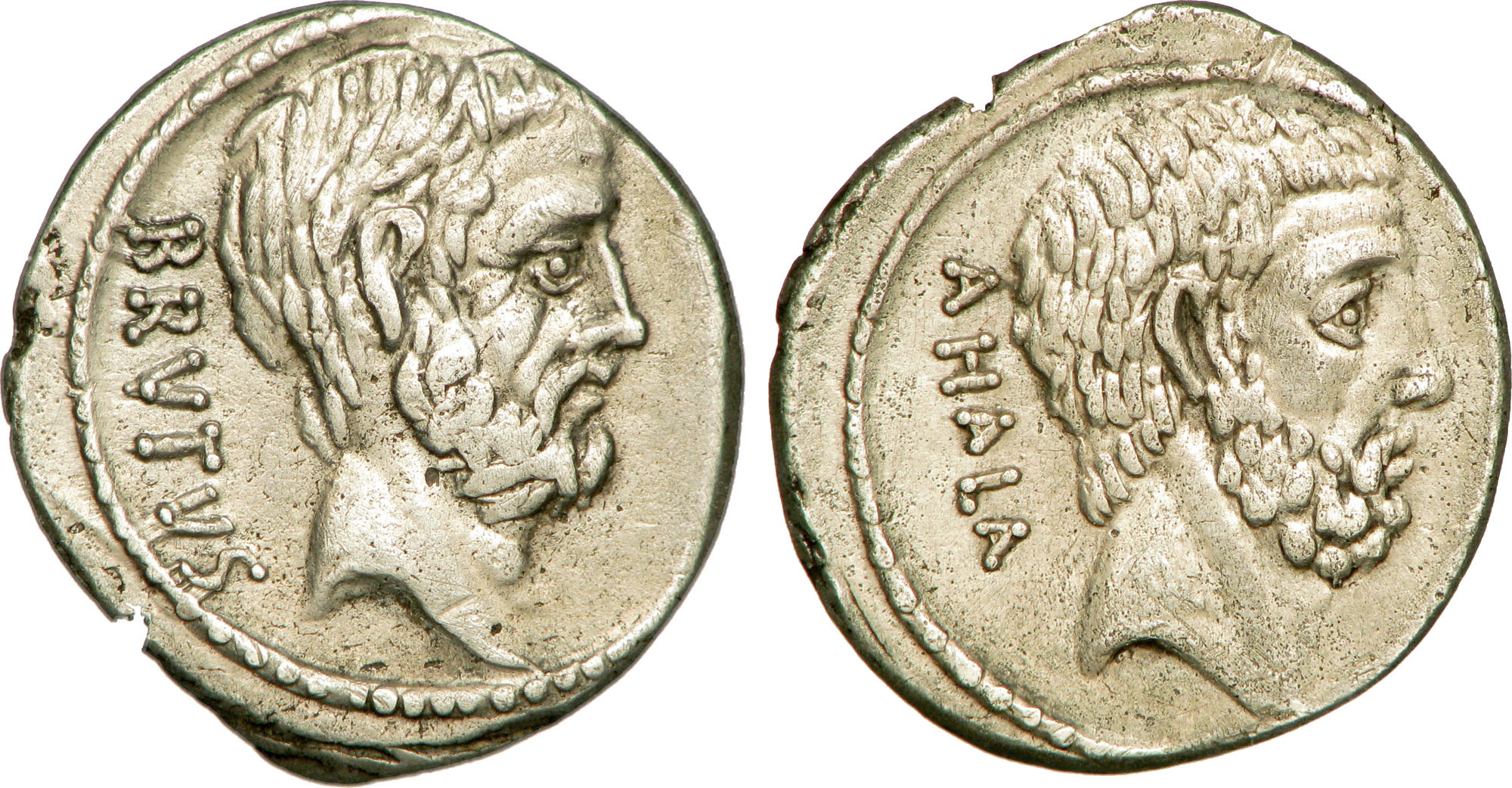
Un denario acuñado por Marco Junio Bruto (c. 54 a. C.), con Ahala en el anverso y Lucio Junio Bruto en el reverso.

Cayo Servilio Estructo Ahala (del latín: Gaius Servilius Ahala) fue un político romano del siglo V a. C., laureado como héroe por algunos escritores posteriores a su tiempo. Su fama proviene de la aseveración de que salvó la República matando al plebeyo Espurio Melio con una daga oculta debajo de una axila, en lo que puede ser un mito fundacional más que un hecho histórico, inventado para explicar el cognomen serviliano «Ahala»/«Axilla», que significa «axila» y es probablemente de origen etrusco.
Según relatan Tito Livio y otros historiadores, Ahala sirvió como magister equitum en 439 a. C., cuando el patricio Cincinato fue nombrado dictador ante las sospechas de que Espurio Melio estaba perfilándose como monarca y conspirando contra el Estado. En la misma noche en que el dictador fue proclamado, los partidarios de los patricios se apostaron en la Colina Capitolina y todos los puntos críticos de la ciudad. A la mañana siguiente el pueblo se congregó en el Foro, con Espurio Melio entre ellos, y Ahala le convocó a comparecer ante Cincinato. Melio, sin embargo, desobedeció e intentó refugiarse entre la muchedumbre, precipitándose el magister equitum en su persecución y dándole muerte durante la misma.
El acontecimiento es mencionado por los autores ulteriores como un ejemplo de patriotismo, y es referido con frecuencia por Cicerón en los términos de la más alta admiración, aunque en la época fue considerado como un caso de asesinato. Ahala fue llevado a juicio, y sólo escapó a la condena mediante el exilio voluntario. Livio omite esta parte, y sólo menciona que tres años después, en el año 436 a. C., un tribuno de la plebe llamado también Espurio Melio planteó una moción para confiscar la propiedad de Ahala, que fue rechazada.
Encontramos una representación de Ahala en una moneda hecha acuñar por Marco Junio Bruto, asesino de Julio César, pero no podemos suponer que muestre más que un retrato imaginario. Bruto afirmaba –quizá sin fundamento– que por parte de su padre era descendiente de Lucio Junio Bruto, el primer cónsul de la República, y por su madre de Ahala, entroncando así con dos linajes de tiranicidas.
En el ejemplar de sus Vidas paralelas dedicado a Bruto, Plutarco expone que Servilia, la madre del mismo, era descendiente de Servilio Ahala, y que su ejemplo ancestral habría sido una inspiración para el asesinato de César.